# Diabolik (serie animată)
Diabolik (în engleză Diabolik: Track of the Panther) este un desen animat despre un hoț de geniu care nu ia nimic pentru el însuși. Filmul este inspirat din cartea de benzi desenate Diabolik⁠(d). În România, serialul s-a difuzat pe canalul Fox Kids, Jetix și Național TV.
In anul 2001, cand Disney a cumparat Fox Kids Worldwide, acesta a devenit proprietarul librariei Fox Kids, care include totodata, continutul de la Saban Entertainment. Insa continutul nu este disponibil pe Disney+.

## Istoric
Diabolik este un orfan care a fost crescut și crescut de către rege, șeful unei organizații criminale numită Frăția. Relația dintre diabolic și Dane, fiul regelui, este foarte dură și gelozia regelui îi împinge să respingă acest intrus. În timpul adolescenței sale, Diabolic primește o educație neobișnuită de la tatăl său adoptiv, care a văzut multe talente ale fiului său adoptat și inteligența sa remarcabilă, acesta din urmă dezvoltă apoi un sentiment înnăscut de furt și devine unul dintre cei mai evazivi hoți a lumii. Observând într-o vilă la o adunare socială, el vede foarte tânărul Eva Kant a cărui frumusețe și eleganță îl fascinează. această întâlnire va fi decisivă pentru el, deoarece în acest moment își dă seama că oamenii pe care îi fură nu sunt anonimi, ci că au și ei o față. Cu toate acestea, el va fi martor la uciderea tatălui Evei de către fratele său adoptat, Dane, pe care îl va învinovăți pentru că a comis o crimă. Dane, de îndată ce se va încheia misiunea, el va denunța comportamentul fratelui său față de tatăl lor, rege. Trădat de fratele său adoptat, el este capturat, judecat și trimis în închisoare pentru uciderea tatălui lui Eva Kant. Diabolik, un adult, a reușit să scape din închisoare după ce și-a șters dosarul și apoi a reușit să supraviețuiască unei încercări de asasinat orchestrate de fratele său în timp ce se prefacea că îl salvează. De la cei 5 ani de incarcerare, el are un singur scop: de a aduce Frăția. El se va întoarce apoi pe insula unde a fost crescut acolo unde se află sediul Frăției și, în timp ce pretinde că este unul dintre membri, va încerca să negocieze între Dane și ceilalți nași. În timp ce fuge, el va fi vizat de un ucigaș al organizației, dar în cele din urmă va fi salvat de Diabolik, panterul de companie al tatălui său adoptiv Dane păstrat. Câteva ore mai târziu, se întoarce în camera de zi a casei de familie unde Dane încheie o conversație cu bodyguardul său. În acest moment fratele său se ridică din spatele scaunului în care se afla Dane și amenințarea că el ar putea să-l omoare acum dacă ar fi vrut, dar în schimb ar distruge toate proiectele Frăției și va pune capăt carierei criminalului fratelui său. În acest moment el spune că de acum înainte va avea un nume: Diabolik (în onoarea panterului care sa sacrificat pentru el), chiar înainte ca fratele său să poată acționa, Diabolik a fugit. Zile mai târziu, îl găsește pe Eva Kant și decide să repare nedreptatea pe care a suferit-o: uciderea tatălui său și furtul unui colier cu diamante aparținând mamei sale. el se va asigura apoi că își găsește colierul și îi oferă să-i unească să-l prindă pe cei care i-au ucis tatăl. Eva va accepta mai întâi să-i facă dreptate tatălui său, dar și pentru că ea este intrigată și la fel de fascinată ca și diabolicul. Ea va deveni apoi stăpânul său și complicele lui care îl va susține și îl va ajuta de mai multe ori. Astfel, ajutat de Eva Kant, el nu ezita sa foloseasca toate tehnologiile necesare: masti latex, gadget-uri electronice sau Jaguar E-type, o masina foarte echipata.Numeroasele lor aventuri îi vor conduce în întreaga lume pentru a contracara planurile diferiților membri ai Frăției, inclusiv noii sai șefi și dușmani legați de Diabolik: Dane (Europa de Vest), precum și Leonov (Europa de Est) , Mickie (America de Nord), Banderas (America de Sud), Ranavalona (Africa) și Dagget (Oceania).
De la scăparea din penitenciar în care a fost întemnițat, Diabolik a fost urmărit de către inspectorul Interpol Ginko, sub comanda comisarului Graffam. Ginko este departe de a fi un om stupid, este intuitiv și strălucitor, dar și încăpățânat și pervers în legătură cu arestarea celui care se numește diabolic.
Diabolik nu știe nimic despre trecutul său înainte ca el să nu reușească pe Insula lui King când era copil, de fapt adevărata sa identitate nu este dezvăluită și nu știe care sunt părinții săi adevărați, în plus nu se face nici o mențiune de identitatea pe care a dat-o Regele.
În ultimul episod, "Final Justice Part 2", Diabolik cu Eva atrage membrii Frăției împotriva Danei: mai întâi Dagget, Leonov și Ranavalona, apoi Banderas și Mickie, fură hărți digitale care îi conectează la Dane, sub masca gardienilor lui Naomie și Wolf. Aceștia atacă sediul lui Dane atunci când poliția ajunge. Diabolik la ajutat pe Ginko să prevină distrugerea insulei și să-i lase notebook-ul conținând toate activitățile criminale ale Frăției. Dane și toți ceilalți lideri ai frăției și principalii lor gardieni au fost în cele din urmă arestați. Apoi Diabolik merge cu Eva în căutarea părinților lui biologici.

## Poveste
Seria se învârte în jurul maestrului hoț Diabolik. A fost instruit de o organizație secretă de crimă numită Frăția, condusă de tatăl său, rege. După moartea lui Kings, fratele lui Diabolik preia funcția de Frăție.Acest lucru este absolut inacceptabil pentru Diabolik, deoarece el și fratele său au fost rivali de ani de zile. Diabolik se retrage din Frăție și decide să răstoarne organizația. El face acest lucru împreună cu partenerul său, Eva Kant. Între timp, cei doi trebuie, de asemenea, să încerce să nu mai fie în mâinile poliției, în special detectivul Ginko.

## Background
Seria a fost produsă de Saban Entertainment pentru piața europeană. Prin urmare, seria nu este prezentată în America în sine.
În Europa, seria a fost un succes rezonabil. Seria a fost, de asemenea, difuzată în Țările de Jos în versiunea originală în limba engleză.

## Descriere
A fost găsit pe mare de către conducătorul unui imens sindicat de criminali, Regele. Cu toate acestea, în momentul în care valurile l-au adus la rege, băiatul la salvat, reflectând umbra atacatorului. Panterul a dezamorsat ucigașul nefericit, iar regele ia acceptat pe băiat familiei sale ca fiu. Dar avea propriul fiu, Dane.
Au avut loc multe evenimente, dar mai târziu, după moartea regelui, tipul a fugit și a luat numele de panter - diavolul.
De atunci, el a încercat în orice fel să intervină în lumea criminală a fratelui său și a prietenilor săi, dar nu unul ...

## Intriga
Diabolik, adoptat de regele criminal și regele său, Dane, crește cu toate privilegiile și luxul de a conduce viața infractorilor. El este antrenat de mințile restante ale lumii și devine renumit pentru priceperea, inteligența și inteligența sa. Dar când Diabolik întâlnește Eva, o fată fermecătoare, el se schimbă și se dezamăgește pentru profesia sa. Pentru a se asigura de loialitatea fiului său, tatăl său adoptiv, Regele, își stabilește sarcina de a ucide pe tatăl Evei. După ce Diabolik a refuzat să urmeze edictele tatălui său, regele și Danea au fost încadrați și trimiși ilegal în închisoare pentru un jaf, pe care nu la făcut. După ce a fost eliberat din închisoare, Diavolul și-a dedicat viața luptei împotriva lui Dane și a unei organizații criminale grave, condusă de tatăl său adoptiv.

## Personaje
- Diabolik este un hoț strălucitor. Părinții lui au murit într-un dezastru, dar băiatul a fost găsit pe malul oceanului de criminalul Lord King, care conduce Frăția - cea mai influentă organizație criminală din lume. Diabolik și-a luat numele în onoarea regelui Panther, care și-a salvat viața cu prețul propriului său. Diavolul este un hoț, un criminal, dar nu un ucigaș. Armele lui preferate sunt pumnalele care pot ascunde o varietate de dispozitive.
- Eva Kant este fiica unui om pe care diaboli trebuia să o omoare. După ce diavolul a ieșit din închisoare, ei s-au întâlnit și au decis să unească și să distrugă Frăția. Relația lor, începând de la o prietenie, sa transformat rapid într-una romantică.
- Dane este fiul nativ al regelui. Nemernic și rău. A încadrat Diabolik, la ucis pe tatăl lui Eva și la desființat pe Wolfe. Dane - șeful Frăției, în mâinile sale o putere imensă și nenumărate resurse. În ordinul său mulți ucigași și luptători ai Frăției. Are legături extinse în întreaga lume.
- King este tatăl adoptiv al diavolului și tatăl lui Dane. Seful criminal violent, având totuși conceptul de onoare. A găsit un copil pe ocean și a decis să-și ridice propriul fiu. Pantherul său speriat a salvat viața tânărului și ia dat numele.
- Naomie este garda corpului, amanta și "reprezentantul" lui Dane lângă ceilalți membri ai Frăției, ea îi lasă rar șeful pentru munca ei.
- Wolf este un soldat care a devenit un alt bodyguard pentru Dane. Are o ură acerbă față de Diabolic pentru că a deformat-o. Nu știa niciodată că adevăratul vinovat era Dane, deghizat ca Diabolic să își câștige loialitatea și să obțină o armă împotriva fratelui său adoptiv.
- Mickie este șeful operațiunilor infracționale ale Frăției în America de Nord, îi iubește luxul și cumpără haine scumpe.
- Banderas este șeful operațiunilor penale ale Frăției din America de Sud.
- Ranavalona este șeful operațiunilor penale ale Frăției din Africa. A salvat viața lui Diabolik și la scos din comă în timp ce lucra pentru Frăție și îl acoperea împotriva lui Dane.
- Dagget este șeful operațiunilor penale ale Frăției Oceaniei.
- Leonov este șeful Operațiunilor Criminale ale Frăției din Europa de Est.

## Organizații
- Frăția: secret internațional și organizație criminală condusă de rege, înlocuită de fiul său Dane. vrea să reunească toate societățile criminale majore ale lumii. Doar Asia nu este una, după o neînțelegere între un lider al triadei și Dane.

- Interpol: Organizația Internațională de Poliție Criminală. Dacă, în realitate, este responsabilă cu emiterea de pliante pentru poliție din întreaga lume și cu compilarea de înregistrări privind infractorii, precum și cu transmiterea acestor înregistrări acolo unde este cazul, aici este împuternicită să efectueze investigații în toate colțurile lumii și sediul central se află în Paris, în timp ce, în realitate, este situat în Lyon. Graffam este comisarul și Ginko, șeful inspectorului.

- Triadele: organizațiile criminale din China. Sunt patru în număr și se adună pentru a trece printr-un puzzle, harta care duce la o comoară a Împăratului Qing. Unul dintre nașii unuia dintre ei nu a putut să se conecteze cu Frăția ca urmare a unei neînțelegeri, cauzată de diabolic, între el și Dane. Brațul drept al nașului va deveni succesorul său, după ce sa retras din triadă din cauza rușinii sale. Astfel, Asia este singurul continent pe care Frăția nu are nici un efect.